# Икономика на Монголия
Икономиката на Монголия по традиция се основава на земеделие и животновъдство.
Страната има значителни залежи на полезни изкопаеми: желязо, каменни въглища, молибден, калай, волфрам, злато, като всички заемат важна част от промишления сектор.
В началото на 21 век страната получава завишен инвестиционен интерес поради откритите залежи от ценни метали и уран. 